# Johannes Prinz
Pour les articles homonymes, voir Prinz.
Johannes Prinz (né en 1958 à Wolfsberg (Carinthie)) est un chef de chœur et un chef d'orchestre autrichien.

## Biographie
Johannes Prinz a été déjà dans son enfance en contact avec la musique grâce à son père, qui était compositeur et professeur de musique. À l'âge de neuf ans, Johannes a été soliste soprano chez les Petits Chanteurs de Vienne et a participé à des tournées internationales avec ce chœur. Il a été influencé par les chefs de chœur Ferdinand Grossmann, et plus tard par Erwin Ortner, avec lequel il a pris des leçons privées.
Il a fait ses études musicales et a reçu sa formation de professeur de chant à l'Académie de musique et d'arts du spectacle de Vienne dont il est sorti diplômé avec les honneurs. Il a également étudié la direction avec Karl Österreicher.
Après avoir d'abord travaillé en tant qu'assistant au Arnold Schoenberg Chor, Prinz a fondé en 1982 le Chœur de la Wiener Wirtschaftsuniversität, qu'il a dirigé pendant dix ans et avec lequel il a été récompensé par le premier prix dans de nombreux concours. En 1988, il a en outre été nommé à la tête du Chœur de Chambre de la Wiener Musikuniversität, avec lequel il a remporté le premier prix du Concours International de Chœur de chambre de Marktoberdorf en 1995. De 1995 à 2007, il a également été directeur du Wiener Kammerchor.
La Société philharmonique de Vienne a nommé Johannes Prinz à la tête de la Wiener Singverein en 1991, poste qu'il occupe encore aujourd'hui. Les concerts avec les plus grands orchestres et chefs de renom, les tournées de concerts internationales et les récompenses pour les enregistrements témoignent de son activité à la tête de cet ensemble.
En tant que pédagogue, Prinz a fondé non seulement la semaine vocale de Wolfsberg, qu'il a dirigée pendant dix ans, mais il a également été reçu en 1985 professeur à la Wiener Musikuniversität. En 2000, il a été nommé professeur de direction chorale à l'Université de Musique et des Arts de Graz. En outre, il est invité en tant que conférencier dans de nombreux stages nationaux et internationaux pour les chefs de chœur.

## Source
- (de) Cet article est partiellement ou en totalité issu de l’article de Wikipédia en allemand intitulé « Johannes Prinz » (voir la liste des auteurs).